# 厚源节孝坊
厚源节孝坊位于中国江西省抚州市临川区腾桥镇厚源村南。

## 历史
厚源节孝坊建于清道光十三年（1833年），用于表彰该村黄兴龙之妻曾氏贞节而建。曾氏指腹为婚的丈夫年幼病亡，但曾氏仍然到黄家赡养公婆、抚养嗣子，嗣子获得功名后将曾氏节孝事迹申报朝廷，获圣旨嘉奖。

## 建筑
厚源节孝坊为四柱三间五楼式，宽8.2米，高9米，顶部直匾刻有“圣旨”和“节孝”字样，横匾刻“旌表黄兴龙之妻曾氏节孝坊”及“望重怀清”，两旁石柱镌刻铭文“大清道光癸巳”、“仲夏日中瑜立”。

## 保护
2001年9月4日公布为抚州市文物保护单位。2018年3月9日，文昌桥公布为第六批江西省文物保护单位，编号6-3-058。